# Uray Vilmos
Uray Vilmos (Ibrány, 1882. szeptember 25. - Szeged, 1950. március 16.) magyar kórházigazgató-főorvos, sebész.

## Életpályája
Szülei: Uray Béla és Bayer Berta voltak. Az elemi iskolát Ibrányban járta ki, a középiskolát pedig Késmárkon. Egyetemi tanulmányait Budapesten végezte el. 1906-ban doktorált. Ezután a Nyíregyházi Szent Erzsébet Közkórháznál, majd a Vöröskereszt budapesti kórházában dolgozott. 1913-ban pályázott a Csanádvármegyei Szent István Közkórház igazgatói helyére, amit 1913. május 1-jén meg is kapott. 1914. július 22-én bevonult, és sebész főorvosként szolgált. 1914. augusztus 28-ától 1920-ig szibériai hadifogságban volt. 1920. május 5-én került Makóra. 1924-ben Purgly Emil főispán tiszteletbeli főorvossá nevezte ki. 1925-ben egészségügyi tanácsos, és ettől az évtől kezdve az Arad Csanádi Vasút szakorvosa is egyben. 1938-ban egészségügyi főtanácsossá nevezték ki. 1944. szeptember 7-én csontvelőgyulladással került a szegedi kórházba. 1945 nyarán tért vissza Makóra, de még az év végén nyugdíjba vonult.
Sírja a makói római katolikus temetőben található.

## Díjai
- A Magyar Vöröskereszt Érdemrendje (1930)